# Passo San Giovanni

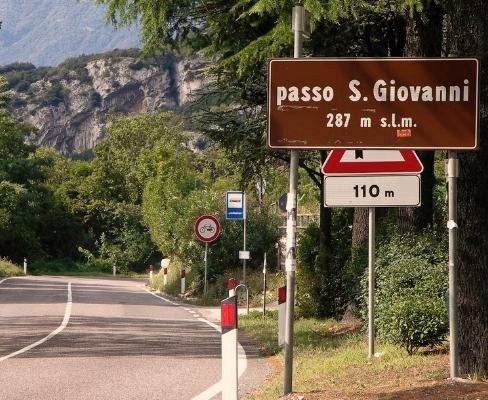
Przełęcz San Giovanni (287 m n.p.m.)

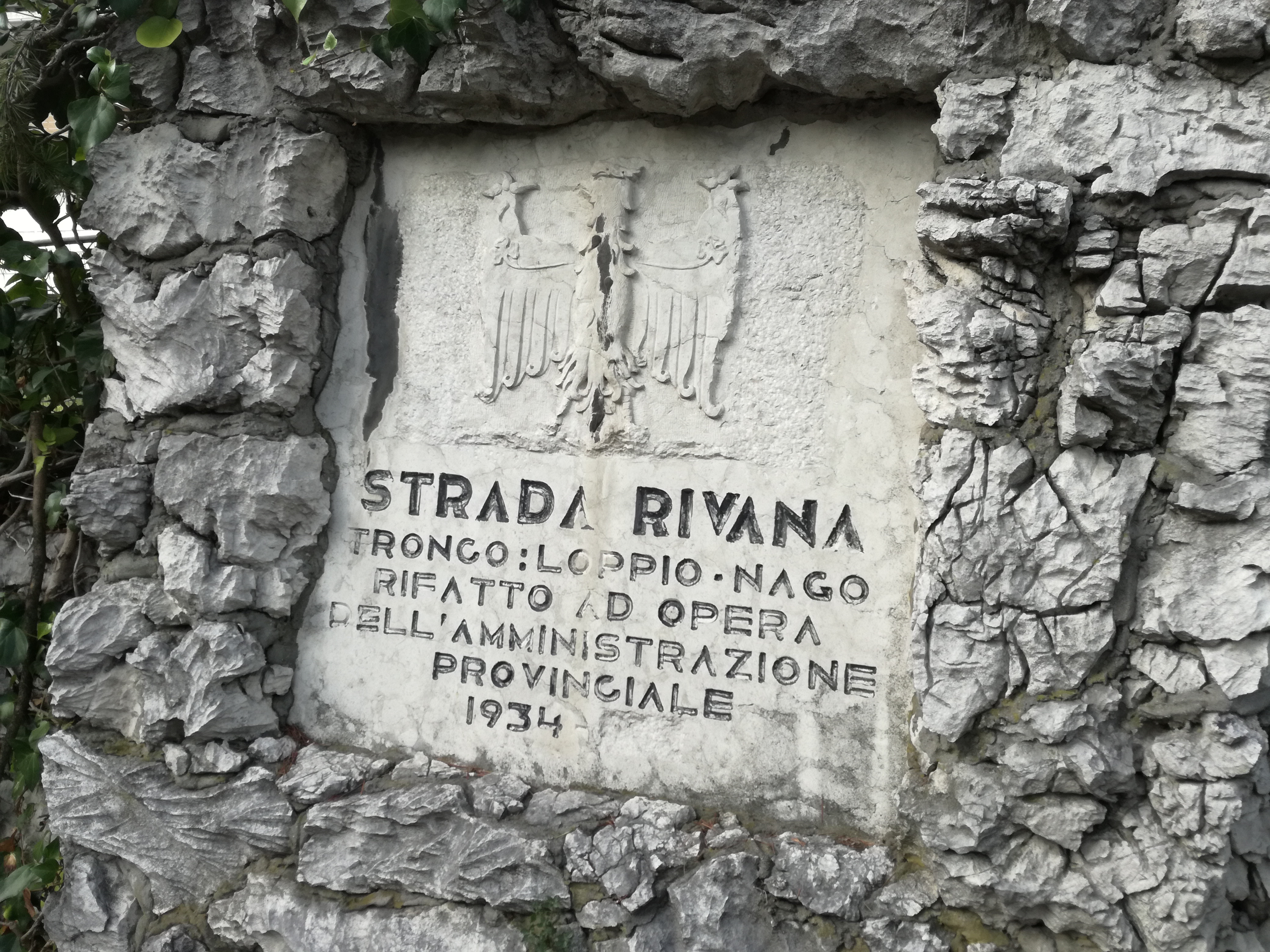
Płyta upamiętniająca przebudowę drogi w 1934 r.

Passo San Giovanni (287 m n.p.m.) – przełęcz we włoskich Południowych Alpach Wapiennych, w grupie Prealpi Gardesane. Leży na terenie Autonomicznej Prowincji Trydentu.
Przełęcz oddziela od pozostałej części grupy Prealpi Gardesane (na północy) wyraźnie wyodrębniający się, rozległy, rozciągnięty południkowo masyw Monte Baldo (na południu). Od strony północnej pierwszym wybitniejszym szczytem nad przełęczą jest Monte Stivo (2045 m n.p.m.), natomiast od strony południowej – Monte Altissimo di Nago (2076 m n.p.m.).
Głównym czynnikiem, który wpłynął na obecny kształt przełęczy, był wielki holoceński obryw skał ze zbocza nad przełęczą. Wielkie bloki skalne, pochodzące z obrywu, są nadal widoczne w pobliżu przełęczy. Materiał skalny z tego samego obrywu zatamował wówczas odpływ wód powierzchniowych z rejonu przełęczy w kierunku jeziora Garda, co przyczyniło się do powstania jeziora Loppio.
Wyjątkowo niskie w stosunku do otaczających je gór i dość szerokie siodło przełęczy stanowi dogodne połączenie pomiędzy doliną Adygi na wysokości miejscowości Mori na wschodzie a północnym krańcem jeziora Garda, na wysokości Riva del Garda na zachodzie. W 1439 r. podczas wojny Wenecji z mediolańskimi Viscontimi flota weneckich statków popłynęła w górę Adygi, po czym została przetransportowana lądem przez przełęcz (z postojem na jeziorze Loppio) na wody jeziora Garda (operacja Galeas per montes).
Wśród wielu sławnych podróżnych przekraczających przełęcz znaleźli się m.in. francuski humanista Michel de Montaigne (w czasie podróży przez Bawarię i Tyrol do Italii w latach 1580–1581, opisanej w dzienniku podróżnym „Journal du Voyage de Michel de Montaigne en Italie...”) oraz niemiecki poeta Johann Wolfgang von Goethe (w 1786 r. w czasie podróży do Rzymu).

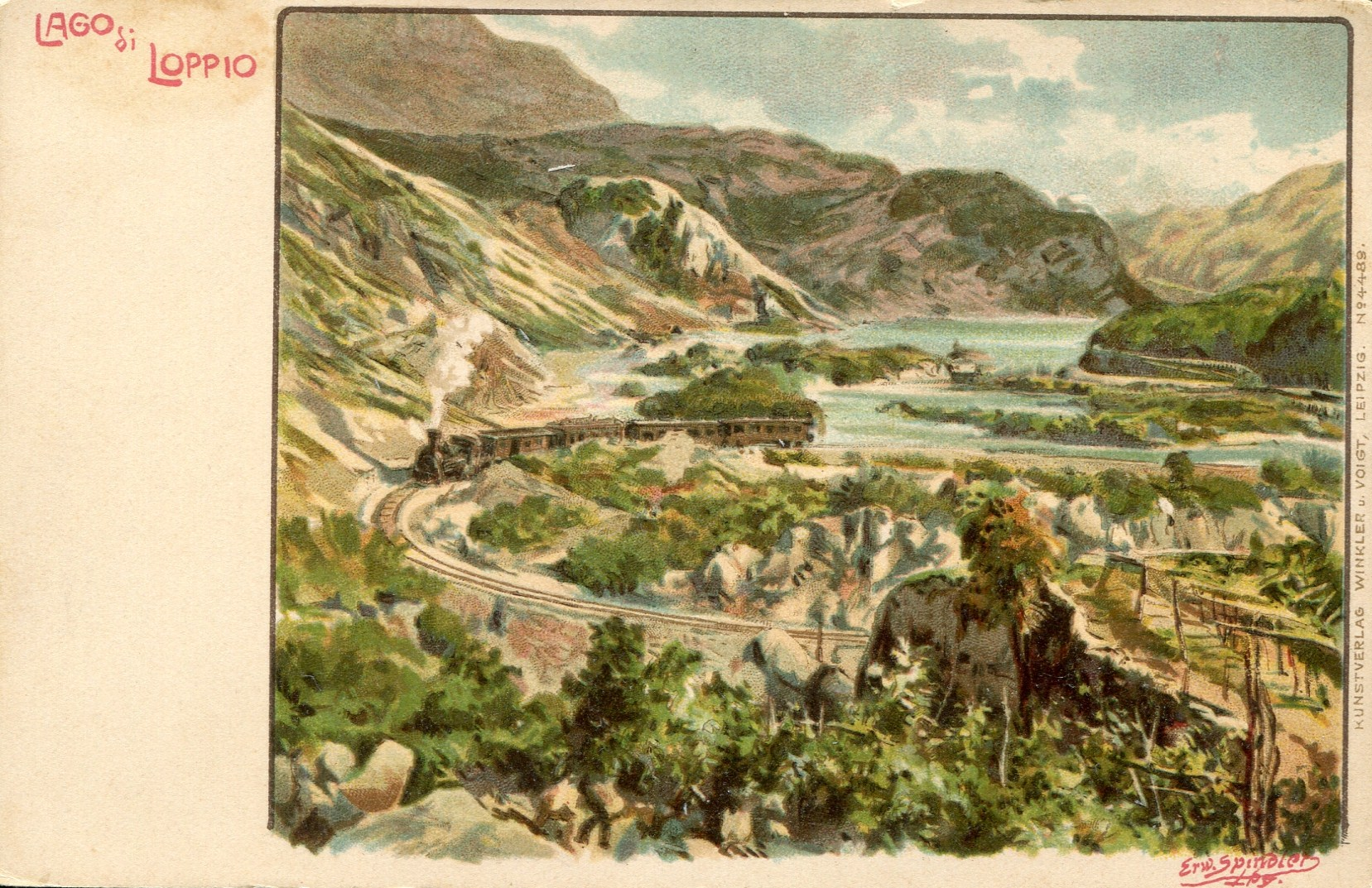
Karta pocztowa (1860-1926), przedstawiająca Passo San Giovanni; widoczne jezioro Loppio i kolej wąskotorowa

W 1861 roku wybudowano kolej wąskotorową Rovereto – Arco – Riva del Garda. Passo San Giovanni była najwyższym punktem tej trasy kolejowej, eksploatowanej do 1936 r. Słynna „RAR” (Rovereto-Arco-Riva), o maksymalnym nachyleniu toru sięgającym 2,8%, pozwalała pokonać tę trasę w nieco ponad jedną godzinę.
Podczas I wojny światowej linie umocnień austro-węgierskich przebiegały przez przełęcz i łączyły się na południu z rozbudowaną pozycją na szczycie Segrom (540 m n.p.m.). Niektóre betonowe pozostałości tych linii są nadal zachowane na południowym poboczu drogi.

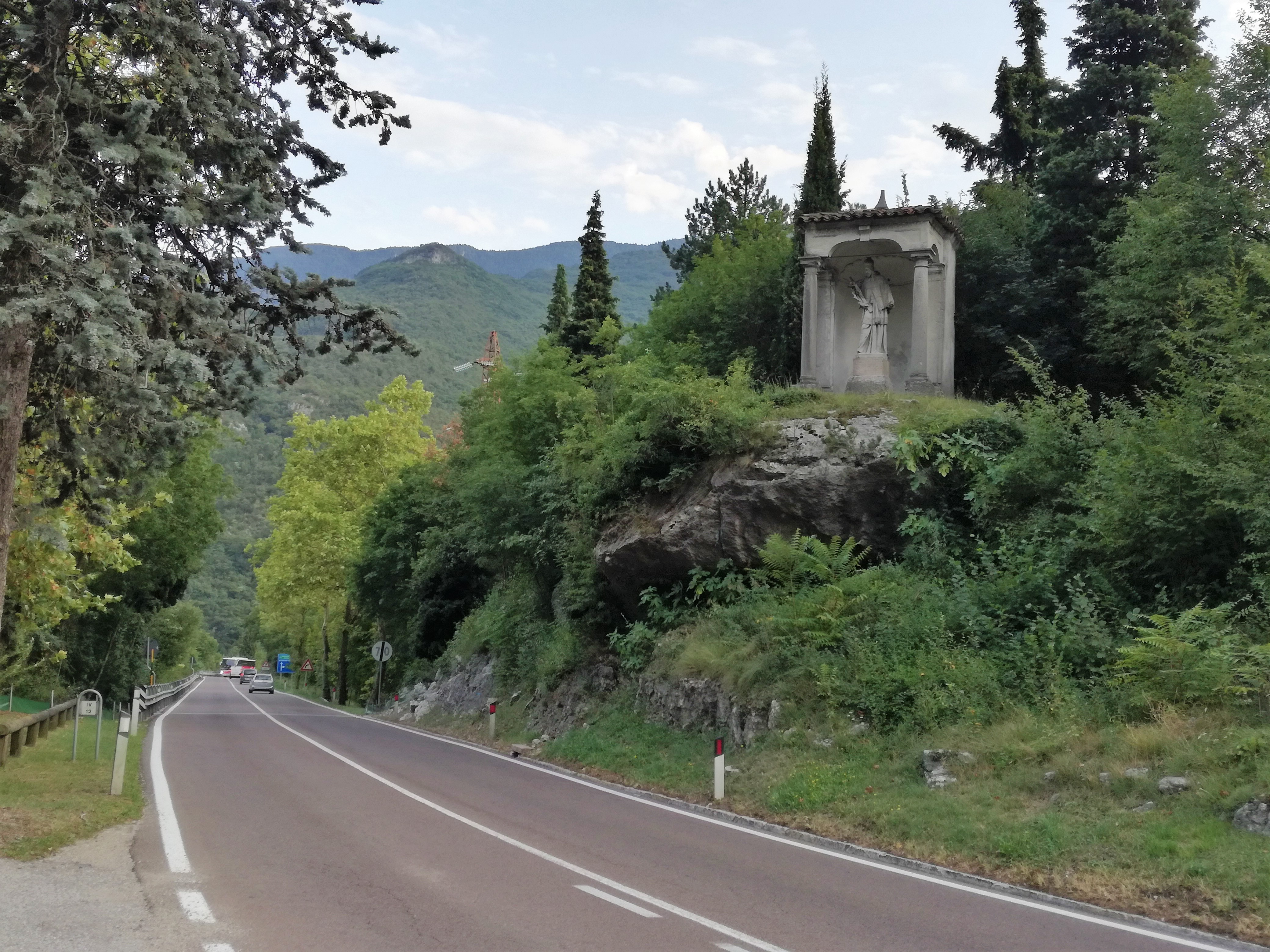
Kapliczka z figurą św. Jana Nepomucena

Na przełęczy, na skalnym bloku wznoszącym się kilka metrów nad drogą, znajduje się kapliczka w formie portyku, otwartego z trzech stron i nakrytego czterospadowym daszkiem z dachówek. Wewnątrz znajduje się barokowa figura Jana Nepomucena – świętego, uznawanego m.in. za patrona wędrowców. Kult świętego, beatyfikowanego zaledwie w 1721 r., a kanonizowanego już osiem lat później, bardzo szybko rozpowszechnił się w całym Tyrolu i Trydencie.
Kapliczka została wzniesiona w 1738 r. staraniem księdza Francesco Barcelliego z pobliskiego Nago, na pamiątkę zmarłego krótko przedtem brata. Na cokole znajduje się napis w języku łacińskim z rokiem umieszczenia: A TE NAPOMUCENO THAUMATUR/ GO IOANNE DOCT IOS ANTO/ BAR-ZELLI DE CLESENO NACI/ CAPEL CESAR HIC DE SACO/ SUPER SAXUTE TOLENS VOTU/ SOLVIT ET SALUTEM CAPIT/ ANNO MDCCXXXVIII. Autor posągu nie jest znany. Z racji dobrego warsztatu i pewnych podobieństw wykonania rzeźbę przypisuje się Teodoro Benedettiemu, ostatniemu przedstawicielowi dynastii rzeźbiarzy i kamieniarzy Benedettich z Castione, działających w licznych kościołach w Trydencie. Z tyłu figury widnieje herb rodziny Barcellich. Podczas pierwszej wojny światowej posąg został częściowo uszkodzony, m.in. stracił ramiona oraz głowę. Uszkodzenia te naprawiono wkrótce po wojnie.
Dziś przez przełęcz biegnie droga jezdna nr 240 z Nago do Mori. Jak dokumentuje to pamiątkowa tablica, droga ta w najwyższej swej części, na odcinku od Nago do Loppio, była przebudowana w 1934 r.
Od wiosny 2018 r. trwają prace przy budowie tunelu Loppio-Busa, który odciąży obecną wąską drogę SS240 zbiegającą z siodła przełęczy przez Nago-Torbole do doliny rzeki Sarca i nad brzeg jeziora Garda. Tunel, długości niecałych 2800 m, miał początkowo kosztować ok. 67 milionów euro i zostać oddany jeszcze w 2020 r. Już w trakcie prac zmieniła się koncepcja całego rozwiązania komunikacyjnego między Vallagarina i Alto Garda     oraz samego tunelu, który określany jest teraz tunelem "Passo San Giovanni - Maza". Najnowsze dane z 2021 r. przewidują oddanie inwestycji w pierwszych miesiącach 2023 r., a całkowite koszty oceniane są na 136 milionów euro.
Wapienne mury i bloki skalne wznoszące się nad przełęczą (ok. 350 m n.p.m.), w znacznej części o południowej wystawie, są popularnym terenem dla uprawiania wspinaczki skałkowej i boulderingu. Drogi o długościach od 10 do 27 m mają trudności od 4 do 7a.